# Polyacanthonotus
Polyacanthonotus ist eine Gattung der Dornrückenaale (Notacanthidae). Die vier beschriebenen Arten wurden bisher in der Tiefsee im südlichen Beringmeer, im nördlichen Pazifik, bei Neuseeland, in der Karibik, im Mittelmeer und im Nordatlantik in Tiefen von 500 bis 3753 Metern gefangen.

## Merkmale
Polyacanthonotus-Arten werden 10 bis 60 cm lang. Sie haben einen aalartig langen, seitlich aber abgeflachten Körper, der von 224 bis 290 Wirbel gestützt wird. Von der Rückenflosse sind nur 26 bis 41 einzelstehenden Flossenstacheln geblieben. Rückenflossenweichstrahlen sind nicht vorhanden. Ihr Maul ist unterständig und normal groß, die Maxillare unbezahnt, Prämaxillare und Unterkiefer sind bezahnt. Die Anzahl der Branchiostegalstrahlen liegt bei 6 bis 13, die Kiemenreuse ist gut entwickelt. Cleithrum und Supracleithrum, zwei Deckknochen im Schultergürtel, sind stark verknöchert.

## Arten
Es wurden vier Arten beschrieben:
- Polyacanthonotus africanus (Gilchrist & von Bonde, 1924)
- Polyacanthonotus challengeri (Vaillant, 1888)
- Polyacanthonotus merretti Sulak, Crabtree & Hureau, 1984
- Polyacanthonotus rissoanus (De Filippi & Verany, 1857)